# The Normal Heart (2014)
The Normal Heart ist ein US-amerikanischer Fernsehfilm von Regisseur Ryan Murphy und Autor Larry Kramer aus dem Jahr 2014. Der Dramatiker und erfahrene politische Aktivist Kramer schrieb das Drehbuch auf der Grundlage seines autobiografischen gleichnamigen Theaterstücks, uraufgeführt in New York City 1985. Der Film erschien in den Vereinigten Staaten am 26. August 2014 auf DVD und Blu-ray und gewann im Jahr darauf eine Vielzahl von Auszeichnungen, darunter einen Golden Globe für Matt Bomer und einen Emmy als bester Fernsehfilm.

## Zusammenfassung
Er handelt vom Umgang mit dem Ausbruch der AIDS-Epidemie in New York zwischen 1981 und 1984. Autor Ned Weeks (Mark Ruffalo) muss erleben, wie in seinem Umfeld immer mehr junge Menschen an der unbekannten Krankheit sterben und gründet mit Freunden eine Hilfsorganisation, Gay Men’s Health Crisis. Diese kümmert sich um eine stetig wachsende Zahl von Infizierten und deren Familien. Ned nimmt kein Blatt vor den Mund; mit der befreundeten Ärztin Emma (Julia Roberts) kämpft er im Rathaus, auf der Straße, im Fernsehen und im Weißen Haus um Aufmerksamkeit und finanzielle Unterstützung bei Forschung und Aufklärung. Dabei trifft er auf den Times-Reporter Felix (Matt Bomer), mit dem er eine Liebesbeziehung beginnt. Sein undiplomatischer Konfrontationskurs konterkariert die zurückhaltende Strategie seiner Mitstreiter. Ihre Meinungsdifferenzen führen zu einem Streit, der ihre gemeinsame Zielsetzung bedroht.

## Entstehungsgeschichte
Die Handlung entspricht den aufgearbeiteten autobiografischen Erinnerungen Kramers, welche er zu Aufklärungszwecken bereits 1985 als Theaterstück veröffentlicht hatte. Tatsächlich gründete Kramer 1981 GMHC, die weltweit erste und bis heute größte Non-Profit-Hilfsorganisation für Opfer von AIDS. 1987 gründete er außerdem ACT UP, neben der reinen Wortbedeutung (sich auflehnen, Ärger machen) ein Akronym für AIDS Coalition to Unleash Power (etwa: Vereinigung zur Entfesselung von Kraft). Hauptziel war dort: politischer Druck durch Lobbyarbeit, Demonstrationen und öffentliche Reden. Ursprünglich lag der Fokus in der Umsetzung seines Dramas gegen politische und gesellschaftliche Widerstände im Kampf um Aufmerksamkeit und Hilfe sowie dem Streit um Prioritäten und Umsetzungsstrategien innerhalb seiner eigenen Organisation GMHC. In späteren Inszenierungen wie auch im Film wurde dem zweiten Schwerpunkt, der tiefgreifenden Liebesgeschichte zwischen Felix und Ned, stärker Rechnung getragen. Die Namen der meisten Haupt- und Nebendarsteller, darunter die Mitglieder von GMHC, wurden für den Film und das Theaterstück geändert. Die Namen involvierter Persönlichkeiten aus Politik und Fernsehen wie der New Yorker Oberbürgermeister Ed Koch und der damalige Präsident Ronald Reagan (der erst ein halbes Jahr nach der Uraufführung am Broadway erstmals das Wort AIDS in den Mund nahm) blieben dagegen unverändert, um die Darstellung nicht zu fiktionalisieren.

## Handlung
Im Sommer 1981 reist Ned Weeks, ein offen schwuler New Yorker Autor, nach Fire Island Pines in Long Island, um dort in einem Strandhaus den Geburtstag seines Freundes Craig Donner zu feiern. Anwesend sind weitere Freunde wie Mickey Marcus und der charismatische Bruce Niles, der erst seit kurzem mit Craig liiert ist. Craig ist noch jung und scheint auch in guter gesundheitlicher Verfassung zu sein. Aber als sie am Strand entlanggehen, fühlt sich Craig auf einmal schwindlig und kollabiert. Später, als Craig die Kerzen auf seinem Geburtstagskuchen ausblasen möchte, kriegt er einen Hustenanfall.
Als Ned nach New York zurückreist, liest er in der New York Times einen Artikel, der von der Diagnose einer seltenen Krebsart bei 41 Homosexuellen handelt. Nachdem er in der Stadt angekommen ist, sucht er Dr. Emma Brookner auf, die mehrere Patienten untersucht hat, die von seltenen Krankheiten befallen wurden, die bei Menschen mit intaktem Immunsystem nicht vorkommen. Bei allen Patienten scheint es sich um homosexuelle Männer zu handeln. Im Wartezimmer trifft Ned auf Sanford. Auf seinem Gesicht und auf seinen Händen befinden sich mehrere Hautläsionen der seltenen Krebsform Kaposi-Sarkom. Dr. Brookner untersucht Ned, findet aber keine Symptome der neuen Krankheit. Sie bittet Ned um Unterstützung, um Erkenntnisse über die neue Krankheit in die Homosexuellencommunity zu tragen.
Craig leidet plötzlich unter starken Zuckungen. Er wird in Begleitung von Ned, Mickey und Bruce eiligst ins Spital gebracht. Dort kann allerdings nur noch sein Tod festgestellt werden. Dr. Brookner erkennt Bruce als den früheren Freund eines ihrer kürzlich verstorbenen Patienten.
Ned organisiert eine Zusammenkunft bei sich zuhause, zu der viele schwule Männer aus der näheren Umgebung eingeladen wurden, um von Dr. Brookner Informationen über die grassierende Krankheit zu bekommen. Obwohl sie keine verlässlichen Belege dafür hat, glaubt sie, dass die Krankheit sexuell übertragbar ist und sie empfiehlt daher, dass die Anwesenden von sexuellen Kontakten absehen sollten, um die Verbreitung der Krankheit einzudämmen. Die meisten Anwesenden ziehen ihre Vermutung in Zweifel. Sie merkt noch an, dass mehrere medizinische Zeitschriften daran interessiert seien, über die Krankheit zu berichten, die vor allem homosexuelle Männer betreffe. Ned kündigt an, eine Organisation zu gründen, die über die Krankheit informieren und den Betroffenen Hilfe und Unterstützung anbieten soll.
Dr. Brookner und Ned besuchen ein lokales Krankenhaus, in dem viele Patienten in einem kritischen Zustand sind. Sie leiden an einer Krankheit, die „Gay-related immune deficiency (GRID)“ genannt wird, das heißt „Immunsystemdefizit bei homosexuellen Männern“. Die Patienten wurden in separaten Räumen untergebracht, die viele Spitalangestellte meiden, da sie eine Ansteckung befürchten.
Ned, Bruce, Mickey und andere Freunde einschließlich Tommy Boatwright gründen eine Interessensgruppe namens Gay Men’s Health Crisis (GMHC). Die Organisation sammelt Geld zur Erforschung der Krankheit, die wenig später AIDS genannt wird, und richtet eine Telefon-Hotline ein sowie eine Beratungsstelle für Betroffene, die auch entsprechende Dienstleistungen anbietet. Die Gruppe wählt gegen Neds Willen Bruce zum Präsidenten. Neds älterer Bruder, Ben Weeks, ist Anwalt; er gewährt der Organisation kostenlose Rechtsberatung. Obwohl sich die Brüder nahestehen, herrscht zwischen ihnen eine unterschwellige Spannung, da Ben mit der Homosexualität seines Bruders nicht so recht umgehen kann.
Ned kontaktiert den schwulen Reporter Felix Turner von der New York Times in der Hoffnung, dass dieser dank seiner Beziehungen für eine umfassendere Berichterstattung über AIDS sorgen kann. Felix beklagt sich, dass es schwierig sei, die Mainstream-Medien dazu zu bringen; die beiden beginnen eine romantische Beziehung.
Die Krankheit verbreitet sich und kostet vermehrt Menschenleben. Bruce will mit seinem Partner Albert nach Phoenix reisen. Albert liegt im Sterben und will seine Mutter ein letztes Mal sehen. Die Fluggesellschaft lehnt es zunächst ab, den Kranken an Bord zu lassen. Als sie sich schließlich doch auf den Weg nach Phoenix machen dürfen, wird Albert wahnsinnig und stirbt. Als der Flughafenarzt sich weigert, den Toten zu untersuchen und eine entsprechende Todesurkunde auszustellen, kann Bruce mit Schmiergeld eine Beerdigung organisieren; so kann die Leiche von Albert auch ohne Todesurkunde kremiert werden.
Dr. Brookner versucht an weitere Gelder zu gelangen, um ihre AIDS-Forschung voranzutreiben. Ihre Bemühungen fruchten bei den Behörden allerdings nicht, da diese der AIDS-Problematik keine Priorität einräumen.
Bei Felix machen sich erste Symptome bemerkbar. Er lässt deshalb mit Bens Hilfe testamentarisch festhalten, dass er sein ganzes Vermögen Ned überlässt. Sie bezeugen sich im Spital gegenseitig ihre Liebe, kurz bevor Felix stirbt. Ein paar Tage später besucht Ned die Yale University, wo ein von Studenten organisiertes Gay Weekend stattfindet. Er bewundert, wie offen dort Schwule und Lesben zusammen tanzen können, ohne Angst vor Diskriminierung haben zu müssen.

## Hintergrund
Im August 2011 erzählte Ryan Murphy in einem Interview mit Deadline, dass er das Theaterstück „The Normal Heart“ verfilmen möchte mit Mark Ruffalo in der Hauptrolle. Er ließ durchblicken, dass auch Julia Roberts vermutlich dabei sein werde. The Hollywood Reporter bestätigte im Januar 2012 in den Film News, dass die Schauspieler Alec Baldwin, Matt Bomer und Jim Parsons für den Film gewonnen werden konnten. Im März 2013 wurde bekannt, dass auch Taylor Kitsch eine Rolle im Film spielen würde. Im April 2013 kamen die Schauspieler Jonathan Groff und Joe Mantello dazu. Im Mai 2013 wurde bekannt, dass anstelle von Alec Baldwin nun Alfred Molina mitspielt.
Die Dreharbeiten begannen am 8. Juni 2013 in New York. Am 12. Juli 2013 wurde in Little Italy gefilmt. Die Dreharbeiten wurden dann für kurze Zeit ausgesetzt, damit die Schauspieler ihre äußere Erscheinung verändern konnten. Matt Bomer verlor ungefähr zwanzig Kilogramm Körpergewicht, um die Auswirkungen der fortschreitenden AIDS-Erkrankung glaubhaft darstellen zu können.
Der Film wurde erstmals am „Inside Out Film and Video Festival“ in Toronto am 23. Mai 2014 gezeigt. Am 25. Mai um 21 Uhr lief er das erste Mal im Fernsehen auf HBO. Seine deutsche Premiere hatte er am 15. Oktober 2014 beim Filmfest „homochrom“ in Köln, bevor er am 1. Dezember beim Bezahlsender Sky Deutschland ausgestrahlt wurde.

## Synchronisation
Die Synchronarbeiten fanden bei der Interopa Film in Berlin statt. Christian Schneider schrieb das Dialogbuch und führte die Dialogregie.
| Rolle             | Schauspieler        | Synchronsprecher   |
| ----------------- | ------------------- | ------------------ |
| Ned Weeks         | Mark Ruffalo        | Norman Matt        |
| Felix Turner      | Matt Bomer          | Julien Haggége     |
| Dr. Emma Brookner | Julia Roberts       | Daniela Hoffmann   |
| Bruce Niles       | Taylor Kitsch       | Björn Schalla      |
| Tommy Boatwright  | Jim Parsons         | Gerrit Schmidt-Foß |
| Ben Weeks         | Alfred Molina       | Bernd Rumpf        |
| Mickey Marcus     | Joe Mantello        | Axel Malzacher     |
| Buzzy             | Bradley Darryl Wong | Daniel Montoya     |
| Craig Donner      | Jonathan Groff      | Leonhard Mahlich   |
| Sanford           | Stephen Spinella    | Gerald Schaale     |
| Albert            | Finn Wittrock       | Nico Sablik        |
| Hiram Keebler     | Denis O’Hare        | Till Hagen         |
| John Bruno        | Corey Stoll         | Jaron Löwenberg    |
| Estelle           | Danielle Ferland    | Almut Zydra        |
| Nick              | Frank De Julio      | Frank Schaff       |

## Rezeption

### Kritiken
Der Film wurde von den Kritikern und vom Publikum positiv aufgenommen. Die Regiearbeit von Ryan Murphy bekam viel Lob. Auch Larry Kramers Drehbuch und die filmische Adaption seines Theaterstücks wurden gewürdigt. Ebenfalls positive Kritiken bekamen die schauspielerischen Darstellungen von Mark Ruffalo, Matthew Bomer, Taylor Kitsch, Jim Parsons, Joe Mantello und Julia Roberts. Auch die dem Film zugrunde liegende Aussage und die durch ihn transportierten Werte wurden gewürdigt. Auf der Review-Website Rotten Tomatoes bekam der Film eine Zustimmung von 93 % und einen Score von 7,7 von 10 Punkten, ausgewertet auf der Basis von 50 Filmkritiken. Bei Metacritic erhielt der Film 85 von 100 Punkten, basierend auf den Auswertungen von 33 Rezensionen.

### Auszeichnungen und Nominierungen
Critics’ Choice Television Awards 2014
- Bester Fernsehfilm und Bester Nebendarsteller in einem Fernsehfilm oder einer Miniserie: Matthew Bomer
- nominiert in der Kategorie Bester Hauptdarsteller in einem Fernsehfilm oder einer Miniserie: Mark Ruffalo
- nominiert in der Kategorie Beste Nebendarstellerin in einem Fernsehfilm oder einer Miniserie: Julia Roberts

Primetime-Emmy-Verleihung 2014
- prämiert als bester Fernsehfilm
- nominiert in der Kategorie Bester Hauptdarsteller in einer Miniserie oder einem Fernsehfilm: Mark Ruffalo
- nominiert in der Kategorie Beste Nebendarstellerin in einer Miniserie oder einem Fernsehfilm: Julia Roberts
- nominiert in der Kategorie Bester Nebendarsteller in einer Miniserie oder einem Fernsehfilm: Jim Parsons, Joe Mantello, Alfred Molina & Matthew Bomer
- nominiert in der Kategorie Beste Regie bei einer Miniserie oder einem Fernsehfilm: Ryan Murphy
- nominiert in der Kategorie Bestes Drehbuch bei einer Miniserie oder einem Fernsehfilm: Larry Kramer